# Сур'я

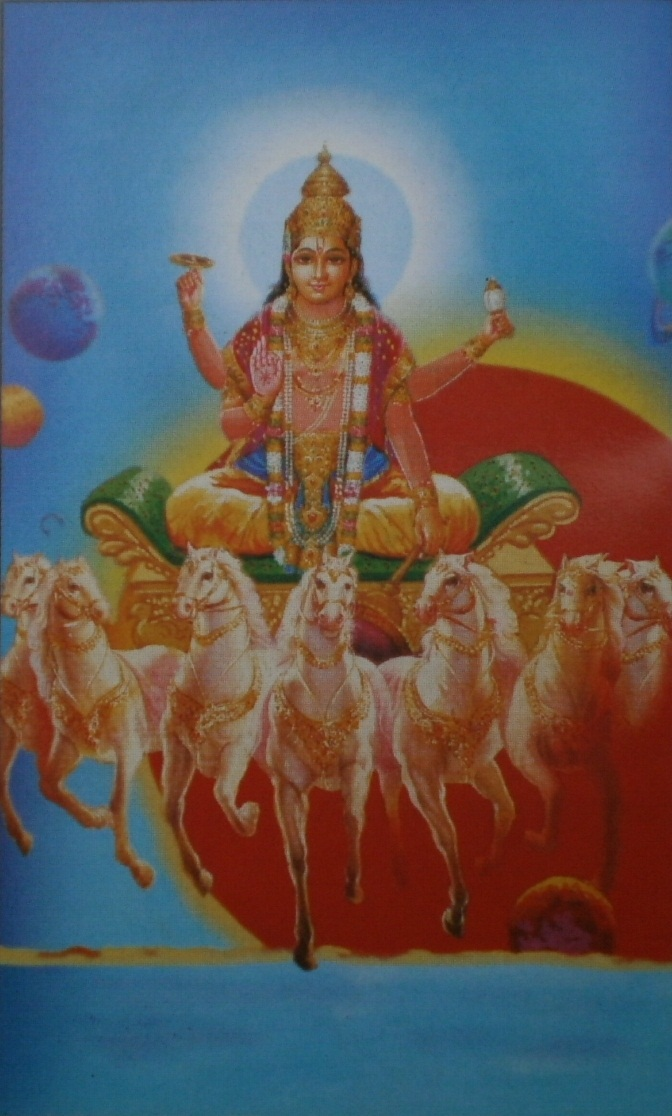
Бог Сонця Сур'я

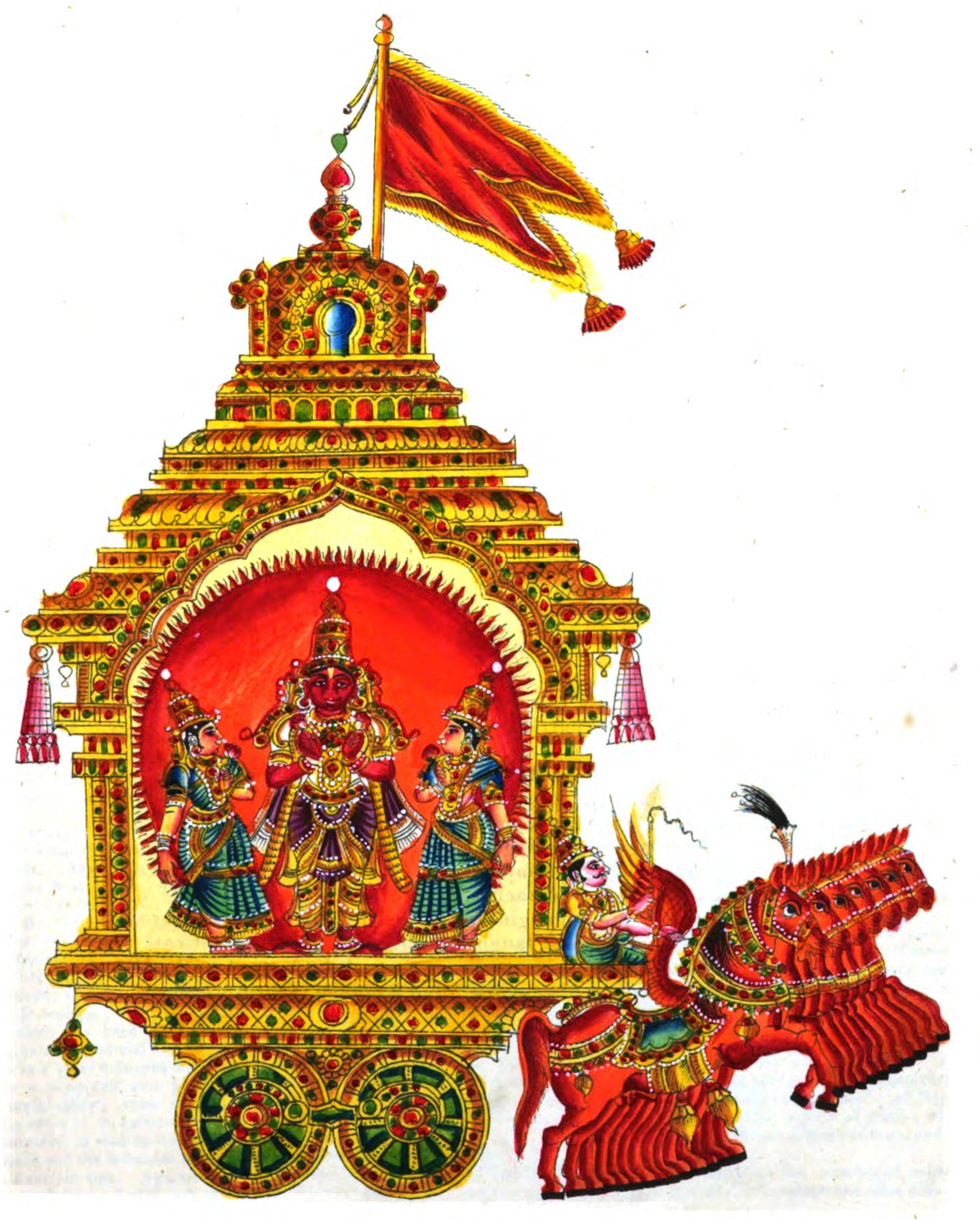
Сур'я на возі із 7 конями

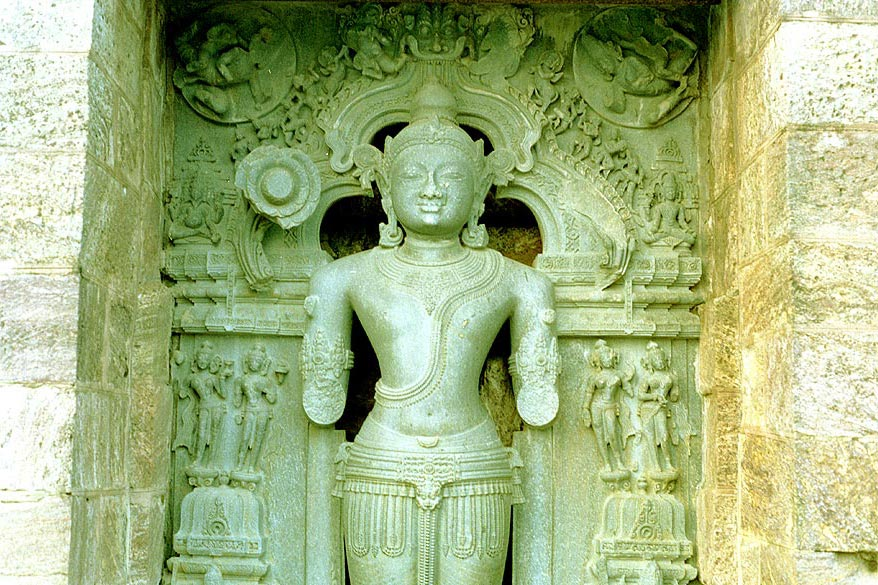
Сур'я в храмі Конарак

Сур'я (деванагарі: सूर्य — вишнє світло) — ведичний бог Сонця. Головний серед наваграх. Син Адіті, богині, що уособлювала собою Всесвіт.

## Атрибути
Зображається або з двома руками — в обох руках лотос або з чотирма, в трьох з яких тримає лотос, чакру і мушлю, а четвертою робить захисний знак. Управитель дня тижня, який називають равівар. Інше ім'я — Раві. Відомо, що у Єгипті Сонце в зеніті, тобто в повній силі називали Ра. Пов'язаний з божествами Савітар і Вівасват. Серед йогів відомий метод поклоніння Сур'ї — сур'я-намаскар. Течія в індуїзмі, представники якої шанують Сонце — Сур'ю як верховне божество, називається Саура. Культ Сур'ї згадується в «Махабхараті» і «Рамаяні». У сучасному індуїзмі Саура нечисленна, вона є піднапрямком в традиційному шраута-індуїзмі.
У тантра-йозі є уявлення про два потоки (наді) — сонячний та місячний: сур'я свара (інакше пінгала) і чандра свара (іда). Більш того, в текстах часто замість назви пінгала вживалося просто слово «сонце». Область навколо пупка, що включає сонячне сплетіння, також зіставлялася з сонцем і прямо називалася ним, а «сонцеподібних» біджа вогню РАМ (або просто РА) багатозначно дивно збігається з ім'ям бога Сонця єгиптян, індійців Перу, жителів острова Пасхи. У деяких течіях тантри в центр зображення маніпура-чакри вписувалося осяйне сонце, яке представляє жар і енергію цієї чакри.

## Вшанування
Шукла Пакша саптамі Магха місяця (7 день місяця) відомий як Ратха саптамі, Магха саптамі або Ачала саптамі. Вважається днем народження Бога Сур'ї. Тому цей день також відомий як Сур'я Джаянті.
Ратха саптамі дуже сприятливий день. Поклоняючись Сур'ї та дотримуючись посту в цей день можна позбутися всіх типів гріхів. Вважається, що сім типів гріхів, які було зроблено не без причини, по незнанню, словесно, тілесно, візуально, в поточному народженні й в попередніх народженнях видаляються шляхом поклоніння.
Одним з важливих ритуалів в цей день є омовіння, краще у відкритих водоймах і пропонується протягом близько півтори години до сходу сонця. Приймаючи ванну до сходу сонця, людина звільняється від усіх видів захворювань і хвороб. Через цю віру Ратха саптамі також відома як Арог'я саптамі.
Також Богу Сонця, Сурʼї, богу енергії та життєвої сили, поклоняються під час Чхатх Пуджі, яка сприяє благополуччю, процвітанню і прогресу. Сур'ї поклоняються протягом чотирьох днів Чхатх Пуджі. Посту в основному дотримуються жінки для добробуту синів і щастя в родині. Чхатх Пуджа в основному спостерігається в індійському штаті Біхар і прилеглому Непалі.
Другий день відомий як Кхарна. В цей день піст без води тримається від сходу до заходу Сонця. Закінчується одразу після заходу після приготування їжі, пропонуючи Богу Сонця. Третій день посту сандх'я аргх'я починається після того, як приймався прасад на другий день. Вона також відома як Сур'я Шашті (6 день картіка аманта), Чхатхі та Дала Чхатх.
Аргх'я до Сонця, що заходить, є основним ритуалом дня. Це єдиний час у році, коли аргх'я виконується на заході сонця. 
Перший день Чхатх називається «Нахай Кхай», що буквально означає «купатися та їсти», коли віддані купаються в річці, бажано святій, як-от Ганга, і приносять додому воду, щоб приготувати їжу для Бога Сонця.
У другий день, який називається «Кхарна», віддані дотримуються безводного посту від сходу до заходу Сонця, і закінчують свій «врат» увечері після виконання пуджі з «прасадом», запропонованим Сурьї. Зазвичай це складається з рису та молока «payasam» або «kheer», «puris», смаженого хліба з пшеничного борошна та бананів, які роздають усім без винятку в кінці дня.
Третій день також присвячений поклонінню та підготовці «прасаду». Голодування без води. Цей день відзначається складним вечірнім ритуалом під назвою «Сандх’я Аргх’я» (також відома як Сур'я Шашті (6 день картіка аманта), Чхатхі та Дала Чхатх) або «вечірня жертва». Її подають на призахідному сонці на бамбукових тацях, на яких серед інших фруктів є «Текуа», кокос і банан. Після цього відбувається ритуал «Косі» в домівках. 
Четвертий день Чхатх вважається найбільш сприятливим, коли виконується останній ранковий ритуал - «Біханія Аргхʼя». Віддані разом зі своїми сім’ями та друзями збираються на березі річки, щоб піднести «арґ’ї» сонцю, що сходить. Після завершення ранкового ритуалу віруючі припиняють піст, кусаючи імбир з цукром. Це знаменує кінець ритуалів, настають радісні святкування.

## Храми Сур'ї
- Арасавалі (Arasavalli[en])
- Біранчінараян, Бугуда (Biranchinarayan Temple, Buguda[en])
- Біранчінараян, Палія (Biranchinarayan Temple, Palia[en])
- Конарк (Konark Sun Temple)
- Мартанд (Martand Sun Temple[en])
- Мультан (Multan Sun Temple[en])
- Навлакха (Navlakha Temple, Ghumli[en])
- Модхера (Sun Temple, Modhera[en])

## "Гімн до Сонця"
Вперше на українську мову Ріґведу переклала Леся Українка (окремі гімни, з французької мови).  Опубліковані в 1890 році. 
Сонце святе, що все віда, встає перед поглядом світу, Коні блискучі несуть його. І перед сонцем, Оком світовим, зникають, як злодії, темрява й зорі. Промені, наче палкії вогні, освітили живучих.
Сурія, прудкий їздець! Ти нам світло приносиш, Сяєвом небо сповняєш! Перед богами ти сходиш, Ти очищаєш, від лиха борониш! Ти світлом вкриваєш Землю і люди, а небо й повітря ти нам заливаєш.
Міряєш ночі і дні, споглядаєш створіння наземні. Сім ясних коней твій повіз везуть, о Сурія, боже! Боже-споглядачу, маєш вінець ти з проміння над чолом. Їде твій повіз, сім коней упряг у ярма окремі.
Вглядівши сяйво твоє, що блищить після темряви ночі, Падаєм ниць: ти найвищий з богів! Ти Найкращеє світло! О доброчинець, зійшовши сьогодні високо на небо, Тугу з серденька мого прожени, а з лиця мого блідість.

Кидаю блідість пташкам лісовим, щоб мені не марніти, А жовтяницю на жовтії квіти я кину. Син Адіти встав потужний, — він ворога мого поборе! Сам же не маю я сили змагатися з лихом жерущим.

## Врата-катха (казка) для Сонця
Цю катху потрібно практикувати по неділях для гармонізації Сур'ї (Сонця). Найкращий спосіб для гармонізації планет — це обітниця протягом якої людина здійснює читання (вголос чи мовчки не так важливо головне з усією душею), або слухання цієї ведичної казки з увагою та шанобливістю.
Для складання обітниці потрібно обрати сприятливу пору (сприятливим вважається період росту місяця, треба звернути увагу на місячний календар і запланувати зручний для Вас початок обітниці) та відповідний день тижня до кожної планети. У випадку Сонця— неділя.
Для визначення кількості таких днів застосовують формулу: кількість прожитих років плюс один. Тобто, якщо Вам 30 поних років, то ви маєте протягом 31 неділі читати сказання для гармонізації Сонця.
Вважається що кожній людині протрібно гармонізувати стосунки з усіма планетами і людина сама має відчути потребу в такій практиці, так само, які планети гармонізувати та в якій послідовності. Гармонізація планет веде до процвітання, збагачення духовності, злагоди та очищення від погубного впливу планет. 

### Заздрісна сусідка
Героїня катхи - стара жінка, чиє старанне служіння Сонцю принесло несподівану користь і їй самій, і цареві її країни:
Одна стара жінка виконувала обітницю поклоніння Сонцю в неділю, що принесло їй добробут та достаток. Сусідка заздрила її процвітанню і вважала, що таким багатством вона зобов'язана торгівлі кизяком, який стара робила з гною сусідкиної корови. І вирішила вона тримати корову на прив'язі в хаті, щоб старій ніде було взяти гною. Наступної неділі, не маючи можливості зібрати гній, стара жінка занепала. Як їй було впоратися з цією перешкодою на шляху до виконання священної обітниці? Адже тепер вона не могла покрити підлогу свіжою обмазкою з гною та соломи і зробити підношення Сонцю.
Від прикрості вона нічого не їла цілий день. Так нічого й не придумавши до самої ночі, вона лягла спати, мучившись голодом і спрагою, вмираючи від занепокоєння та тривоги. Але владика Сонце з'явився їй уві сні і запитав причину її страждань. Почувши, що стара переживає через перервану обітницю, він вилив на неї потоки співчуття і пообіцяв, що подарує їй корову, щоб більше з нею не траплялося таких неприємностей. Дізнавшись, як старанно ця стара жінка виконує обітницю, він пообіцяв, що нащадки її завжди будуть багаті та багатодітні. Після цього владика Сонце зник.
Настав ранок. Стара вийшла з дому і побачила, що у неї на подвір'ї стоїть корова з телям. Відразу згадавши свій сон, вона швидко прив'язала корову і подбала про те, щоб та не відчувала жодних незручностей. Коли заздрісна сусідка побачила корову біля будинку старої жінки, подиву її не було меж. Коли ж корова в неї на очах підняла хвіст і замість гною з-під нього посипалося чисте золото, сусідка зовсім оніміла від подиву. Але незабаром вона опам'яталася і, по-злодійськи озираючись, прокралася у двір старої і підклала замість золота гній своєї корови.
Минуло кілька днів, і владика Сонце здивувався: «Як же так? Чому моя корова досі не допомогла цій старій жінці вибратися з біди?» Коли ж він зрозумів, що відбувається, то за допомогою своєї сили створювати ілюзії створив жахливий ураган — такий потужний, що пориви вітру вивертали із землі вікові дерева. Повіривши цьому видінню, стара завела корову з двору і прив'язала її в хаті. І наступного ранку корова обдарувала свою господиню золотим гноєм. Зраділа стара і залишила корову в хаті, щоб надійніше захистити її.
Так сусідка втратила можливість красти золотий гній. Але, під дією  жадібності, вирішила вона дістати золото хитрістю. Заздрісниця вирушила до царя і сказала йому: «О великий царю! Моя стара сусідка тримає корову, яка приносить їй золотий гній. Скільки користі принесла б ця корова народу нашої країни, якби ти взяв її собі! Піддавшись цим умовлянням, цар наказав воїнам привести до нього корову. Корову привели та передали пастухам, яким було наказано не викидати ні краплі її гною.
Тієї ночі цар не міг заснути від передчуття, що його переповнювало. Однак, з'явившись наступного ранку в корівник, він побачив не що інше, як звичайний гній. У гніві цар наказав схопити і привести до нього стару. «Хіба твоя корова не дає золотого гною? — спитав він. — Саме тому я забажав забрати її собі. Чому ж цього не відбувається? Але коли стара розповіла йому всю історію, цар засоромився і смиренно промовив: «Пробач мені, стара матінко. Я взяв корову через невігластво своє. Виновата твоя сусідка, і я покараю її». Потім він наказав усім своїм підданим робити поклоніння Сонцю щонеділі. І в результаті всі вороги царства були повалені, а володіння царя розширилися на всі боки.

### Врата-катха
Махатмья (у буквальному перекладі — «особлива велич», порівн. Махатма — «велика душа») — це водночас і оповідання про чиюсь велич, і вказівку на велич самого цієї розповіді. Однією з таких оповідань є "Велич Сатурна" - "Шані Махатм'я". Серед безлічі махатмій є присвячені певним місячним місяцям, певним місячним дням та кожному дню тижня. При цьому всі махатми - і віршовані, і прозові - призначені для усної розповіді. Їх можуть виконувати і професійні оповідачі (кіртанкари, які нерідко супроводжують свій виступ музичними рефренами), і звичайні жерці, і прихильники будь-якого культу.
З'єднуючись з прийняттям обітниці, махатм'я перетворюється на «особливе ритуальне оповідання» — врата-катху. теж приносить користь, але краще читати її вголос або слухати в чиємусь виконанні, а ще краще читати її вголос у присутності інших людей: тоді ви приносите користь не тільки собі, але й тим, хто вас слухає, а також сприяєте поширенню священного тексту. Навіть звичайнісіньку історію можна підняти до рівня врата-катхи, якщо розповідати її зі щирою відданістю і вірою. І не важливо, чи буде це відбуватися в присутності багатьох слухачів або у вузькому колі. Не має значення й те, хто її виконуватиме — професійний оповідача чи проста людина. Важливо лише, щоб читання відбувалося у священний день і як священний ритуал. Так, «Велич Сатурна» стає врата-катхой у тому випадку, якщо його переказують зі щирою вірою у звільнення від згубного планетного впливу.
Міфи про кожну з планет, що входять до «Шані Махатм'ю», можна використовувати як лікувальні засоби-упаї, читаючи їх у дні тижня, що відповідають цим планетам. Читання ж вголос усього тексту «Шані Махатмі» по суботах захистить від руйнівної дії всіх Дев'яти Планет, а особливо змилосердить Сатурна — найбільшу з Грах.
Такі перекази, як «Велич Сатурна», є «ритуал у казці і казку в ритуалі» (Ramanujan 1986, с. 54). Слухаючи розповідь про біди і нещастя і про звільнення від них, слухачі починають бачити шляхи вирішення своїх проблем. Врата-катха - це вираження буття того чи іншого божества у формі міфу, і вона стає мантрою, якщо є особливі умови її виконання та сприйняття. Вратаа-катха має добрий вплив і на слухачів, і на оповідача, якщо вони рухаються щирою вірою і відданістю. Для врата-катхи досконалість ритуальних дій грає менш важливу роль, як ведичного обряду жертвоприношення. Але для неї потрібна сильна віра і відданість — мабуть, навіть більша, ніж для формальної церемонії. У особливих, екстремальних ситуаціях можна навіть не давати обітницю, — небесні сили, до яких звернена врата-катха, приймуть її, якщо розцінять як обітницю ваше бажання.

## Мантри
Джапа мула мантра Сурї (Солнца): Om hram hreem hraum sah suryaya namah
Гаятрі мантра Сонця: Om Bhaskaraya Vidmahe Mahadyutikaraya Dhimahi Tanno Aditya Prachodayat
Сурья стотра: Java kusuma sankasam kashyapeyam mahadutim Tamorim Sarva paapghnam pranatosmi Divakaram
Варіанти Гаятрі
Om Bhaskaraya Vidhmahe
Diva karaya Dheemahe
Thanno Surya Prachodayath.
Om, Дозвольте мені медитувати на Бога Сонця, О, творець дня, дай мені вищий інтелект, І нехай Бог сонця освітлює мій розум.
Om Aswadwajaya Vidhmahe
Pasa Hasthaya Dheemahe
Thanno Surya Prachodayath.
Om, Дозвольте мені медитувати на Бога, який має кінь на прапорі, О, Боже, хто тримає віжки, дайте мені більш високий інтелект, І нехай Бог сонця освітлює мій розум.